# Cuarteto Cedrón
El Cuarteto Cedrón es un cuarteto de tango, creado por Juan Carlos “Tata” Cedrón en 1964.

## Historia
En sus inicios, esta agrupación musical era un trío de tango integrado por el fundador Juan Cedrón (guitarra y voz), Miguel Praino (violín) y César Stroscio (bandoneón). Luego se le agregó Jorge Sarraute (contrabajo), a fines de los ‘60, conformando así el cuarteto. Carlos Carlsen se incorporará después. Entre 1975 y 1977, el grupo grabó canciones de Pablo Neruda y Bertolt Brecht que fueron interpretadas por Paco Ibáñez.
La formación actual de la agrupación es de quinteto: además de los músicos históricos Cedrón y Praino, la integran Josefina García (violonchelo), Daniel Frascoli (guitarrón, acordeón) y Julio Coviello (bandoneón). Esta agrupación presentó en 2018, Jamaica Marú, trabajo discográfico basado en canciones y textos de Héctor Pedro Blomberg.

## Discografía
La obra discográfica del Cuarteto Cedrón fue editada en Argentina en el periodo 1964-1974 y 2004 en adelante, y en Francia, en el periodo 1974 a 2004.
-Como formación de trío 
1964: Madrugada
1965: Tango
1966: Cuerpo que me querés
1966: La Crencha engrasada
1967: Gotán
1969: Eche veinte centavos en la ranura
1969: Tute cabrero (música compuesta para la película homónima de Juan José Jusid)
-Como formación de cuarteto
1969: Fábulas
1970: Los ladrones 
1978: El caballo de la calesita
1981: Canciones de algún país
1982: Arrabal salvaje
1985: Cuarteto Cedrón canta Bertolt Brecht
1990: Alborada del tango
1994: Cuarteto Cedrón canta a Raúl González Tuñón
1996: Aparición urbana
2018: Jamaica Marú